# Lophorhothon
A Lophorhothon (Langston, 1960) (jelentése „tarajos orr” az ógörög λοφος / lophosz „fejdísz, taraj” és rhothon „orr” szavak összetételéből) a legelső dinoszaurusznem, amelyet az Egyesült Államok Alabama államában fedeztek fel. E kis, alig ismert dinoszaurusz volt az első hadrosaurina hadrosaurida, melynek maradványait elsőként fedezték fel az 1940-es években, (a Selma-csoportban) a Mooreville Chalk-formáció egy megnevezetlen, erodált kibúvásánál, ami a kora és középső campaniai korszakban keletkezett Dallas megye területén, Selma városától nyugatra. A taxonról később az észak-karolinai Black Creek-formációból is érkezett beszámoló. A holotípus, ami a chicagói Field Természetrajzi Múzeum (Field Museum of Natural History) gyűjteményében található, egy hiányos koponya és koponya alatti (posztkraniális) csontváz töredékes és széttagolt csontjaiból áll. A holotípus példány becsült hossza 4,5 méter.

## Osztályozás
Több, mint 46 évvel Wann Langston Lophorhothon leírásának megjelenését követően egyes kutatók megkérdőjelezték a nem érvényességét. Felmerült például, hogy a leletanyag talán valójában egy fiatal Prosaurolophusé lehet. James P. Lamb (1998-ban) felvetette, hogy a nem talán valójában egy bazális iguanodontia volt, de ezt az elképzelést széles körben nem fogadták el. Később mások (Horner, Weishampel és Forster, 2004-ben) a Lophorhothont bazális hadrosaurinaként, az összes többi hadrosaurina testvértaxonjaként sorolták be,

## Holotípus
A Langston által holotípusként kijelölt, P 27383 jelzésű példányt Rainier Zangerl és Bill Turnbull fedezte fel a Field Múzeum egyik expedíciója során, 1946-ban. A részét képezi a koponya félnél kisebb része, több csigolya, valamint a mellső és hátsó lábak jelentős része. A megőrződött koponya maradványok közé tartozik a négyszögcsont, a bal maxilla, a fogak, a járomcsont, a könnycsont, az orrcsont (a rajta levő dísszel), a szemmögötti csont, a homlokcsont, a homlokelőtti csont, a falcsont, a squamosális csont, a paroccipitális nyúlvány, valamint a predentális csont egy része. A példány valószínűleg egy tenger- vagy folyópartra került, ahol lesüllyedt és eltemetődött a Mississippi-öböl iszapos karbonát üledékében.

## Fordítás
- Ez a szócikk részben vagy egészben a Lophorhothon című angol Wikipédia-szócikk ezen változatának fordításán alapul.  Az eredeti cikk szerkesztőit annak laptörténete sorolja fel. Ez a jelzés csupán a megfogalmazás eredetét és a szerzői jogokat jelzi, nem szolgál a cikkben szereplő információk forrásmegjelöléseként.